# Lesley Manville
Lesley Ann Manville (Brighton, Inglaterra, 12 de marzo de 1956) es una actriz británica de teatro, cine y televisión. Egresada del Italia Conti Academy of Theatre Arts, ha recibido diversos reconocimientos en el ámbito teatral, entre ellos el Premio Laurence Olivier en la categoría mejor actriz por su rol en la obra Ghosts estrenada en el Almeida Theatre de Londres en el año 2014 y una nominación al mismo galardón y categoría en 2012 por su papel en la obra Grief, estrenada en el Royal National Theatre.
En televisión, apareció como invitada en la popular serie británica Agatha Christie's Poirot, donde interpretó a la señora Lorrimer. En el ámbito del cine, ha sido galardonada como la actriz británica del año por el London Critics Circle (Círculo de Críticos de Londres) por sus papeles en All or Nothing (2002) y Another Year (2010), por el que también fue nominada a un Premio BAFTA a la mejor actriz de reparto y recibió un National Board of Review a la Mejor Actriz, ambos en 2010.
Manville fue nombrada Oficial de la Orden del Imperio Británico (OBE) en los Honores de Cumpleaños de 2015 celebrados a la reina Isabel II por sus servicios al teatro, y en 2020, fue nombrada Comandante de la Orden del Imperio Británico (CBE) celebrados en los Honores de Año Nuevo de 2021 por sus servicios al teatro y la caridad.

## Biografía
Manville nació en Brighton, East Sussex, hija de Norma (conocida como Jean), ex bailarina de ballet, y Ron Manville, taxista. Creció en la cercana Hove y fue la menor de tres hijas. Entrenándose como cantante soprano desde los 8 años, fue dos veces campeona sub-18 de Sussex. Comenzó a actuar cuando era adolescente, apareciendo en series de televisión como King Cinder. A los 15 años obtuvo una plaza en la Academia de Artes Teatrales Italia Conti.

## Carrera

### 1972-1984: Inicios y actriz de teatro
Después de rechazar la invitación de la profesora Arlene Phillips para unirse a su nueva compañía de baile llamada Hot Gossip; su profesora de la Academia Italia Conti, Julia Carey, le enseñó improvisación. Hizo su debut profesional en el escenario en 1972 en la producción de West End del musical del I and Albert dirigido por John Schlesinger. Pagó su primer apartamento consiguiendo un papel en la telenovela de la cadena ITV, Emmerdale Farm (1974-76), en la que apareció en 80 episodios.
Manville se labró una carrera como actriz de teatro distintiva; a partir de 1978 apareció en nuevas obras en el Warehouse y el Royal Court Theatre de la Royal Shakespeare Company. Conoció a Mike Leigh en 1979, cuando él buscaba actores de la RSC que pudieran improvisar.
En la década de 1980, su trabajo para la Royal Court incluyó obras como Rita, Sue and Bob Too (1981) de Andrea Dunbar, Top Girls (1982) o Serious Money (1987) de Caryl Churchill. También protagonizó la producción Off-Broadway de Top Girls en Estados Unidos, en 1983. 

### 1985-2009: Debut en el cine y papeles notables
Hizo su debut cinematográfico en 1985 con Dance with a Stranger, dirigida por Mike Newell, como Ruth Ellis, la última mujer en ser ahorcada en Gran Bretaña. También apareció en Sammy and Rosie Get Laid (1987), dirigida por Stephen Frears, y High Season (1987). De vuelta a los escenarios, protagonizó The Cherry Orchard en el Aldwych Theatre en 1989, dirigida por Sam Mendes, y Three Sisters en el Royal Court en 1990.
En 1994, Manville protagonizó la primera temporada de la comedia de la BBC, Ain't Misbehavin'. Por su trabajo en la miniserie de 2000, Other People's Children y la película para televisión de 2002 Bodily Harm, recibió nominaciones a Mejor Actriz en los Premios de la Royal Television Society.
Desde 2005, Manville ha protagonizado varias producciones del National Theatre, entre ellas His Dark Materials (2005), The Alchemist (2006) y Her Naked Skin (2008). En 2007, participó en la serie de televisión, Cranford. En 2009, interpretó a Margaret Thatcher en el drama de Channel 4, The Queen.

### 2010-2022: Expansión y reconocimiento
En 2010, protagonizó la película Another Year del director Mike Leigh. Ganó el Premio del Círculo de Críticos de Cine de Londres a la Actriz Británica del Año. También ganó el Premio del National Board of Review a la Mejor Actriz, y fue nominada al Premios del Cine Independiente Británico a la Mejor Actriz de Reparto y al Premio del Cine Europeo a la Mejor Actriz, así como al Premio de la Crítica de Cine de Chicago a la Mejor Actriz.
En 2011, Manville protagonizó la obra de Mike Leigh Grief en el National Theatre, que le valió una nominación al Premio Laurence Olivier a la Mejor Actriz. Por su papel de Helene Alving en la reposición de 2013 de la obra de Ibsen, Ghosts, ganó el Premio Olivier a la Mejor Actriz y el Premio del Círculo de Críticos de Teatro a la Mejor Actriz. También apareció en las películas Romeo y Julieta (2013) y Maléfica (2014).
En 2015, protagonizó junto a Stellan Skarsgård el drama de la BBC, River, que le valió una nominación al premio BAFTA a la mejor actriz de reparto. Protagonizó junto a Peter Mullan la comedia de la BBC, Mum, por la que fue nominada al premio BAFTA a la mejor interpretación femenina de comedia en 2017 y 2019. En 2017, Manville interpretó a Lydia Quigley, en la serie de época de la BBC, Harlots.
También protagonizó en 2017, Phantom Thread, Manville interpretó a Cyril Woodcock, la hermana del modisto Reynolds Woodcock, interpretado por Daniel Day-Lewis. Por su papel, fue nominada al Premio Óscar y al BAFTA a la mejor actriz de reparto. En 2020, interpretó a la matriarca en el thriller neo-western Let Him Go, junto a Diane Lane y Kevin Costner. Durante ese año, fue elegida como la princesa Margarita, condesa de Snowdon, para las dos últimas temporadas de The Crown (2022-2023).
En 2022, Manville protagonizó la serie de misterio de asesinatos de Anthony Horowitz, Magpie Murders, junto a Daniel Mays, Alexandros Logothetis, Jude Hill y Claire Rushbrook. Manville también interpretó el papel del personaje principal en Mrs. Harris Goes to Paris. Recibió una nominación al Premio Globo de Oro a la Mejor Actriz en una Película - Comedia o Musical por su actuación en esta película. Además se unió al elenco de la película, The Critic (2023) en el papel de Annabel Land.

### 2023-presente: Papeles actuales
En enero de 2023, se anunció que Manville se sumó al elenco de la película biográfica de Amy Winehouse Back to Black (2024) donde interpretaría a la abuela de Winehouse, Cynthia Winehouse. En el mismo año, fue anunciada su participación en la película de Luca Guadagnino, Queer (2024).

## Vida personal
El primer novio de Manville fue el actor y ex presentador de Blue Peter, Peter Duncan, a quien conoció en la Academia de Artes Teatrales Italia Conti. Estuvo casada por primera vez, con el actor Gary Oldman, con quien tuvo un hijo, Alfie Oldman (nacido en 1988). Su segundo matrimonio fue con el actor Joe Dixon.
Desde 2007, reside en East Grinstead, West Sussex.

## Filmografía

### Cine
| Año                | Película                                        | Personaje              | Notas                        |
| ------------------ | ----------------------------------------------- | ---------------------- | ---------------------------- |
| 1985               | Dance with a Stranger                           | Maryanne               |                              |
| 1987               | Sammy and Rosie Get Laid                        | Margy                  |                              |
| 1987               | High Season                                     | Carol                  |                              |
| 1988               | High Hopes                                      | Laetitia Boothe-Braine |                              |
| 1996               | Secrets & Lies                                  | Jenny Ford             |                              |
| 1999               | Milk                                            | Fiona                  |                              |
| 1999               | Topsy-Turvy                                     | Lucy Gilbert           |                              |
| 1999               | Toy Boys                                        | Mrs. Allen             | Cortometraje                 |
| 2002               | All or Nothing                                  | Penny                  |                              |
| 2004               | Vera Drake                                      | Mrs. Wells             |                              |
| 2005               | The Great Ecstasy of Robert Carmichael          | Sarah Carmichael       |                              |
| 2007               | Richard Is My Boyfriend                         | Mother                 |                              |
| 2007               | Sparkle                                         | Jill                   |                              |
| 2009               | A Christmas Carol                               | Mrs. Cratchit          | Voz                          |
| 2010               | Another Year                                    | Mary                   |                              |
| 2010               | Womb                                            | Judith                 |                              |
| 2013               | Romeo and Juliet                                | Nurse                  |                              |
| 2013               | A Five Star Life                                | Kate Sherman           |                              |
| 2013               | Spike Island                                    | Margaret Titchfield    |                              |
| 2013               | The Christmas Candle                            | Bea Haddington         |                              |
| 2014               | Maléfica                                        | Hada Flittle           |                              |
| 2014               | Mr. Turner                                      | Mary Somerville        |                              |
| 2015               | Molly Moon and the Incredible Book of Hypnotism | Miss Adderstone        |                              |
| 2016               | Rupture                                         | Dr. Nyman              |                              |
| 2017               | Hampstead                                       | Fiona                  |                              |
| 2017               | Phantom Thread                                  | Cyril Woodcock         |                              |
| 2019               | Ordinary Love                                   | Joan                   |                              |
| 2019               | Maleficent: Mistress of Evil                    | Hada Flittle           |                              |
| 2020               | Misbehaviour                                    | Dolores Hope           |                              |
| 2020               | Let Him Go                                      | Blanche Weboy          |                              |
| 2022               | Mrs. Harris Goes to Paris                       | Ada Harris             | También productora ejecutiva |
| 2023               | The Critic                                      | Annabel Land           |                              |
| 2024               | Back to Black                                   | Cynthia Winehouse      |                              |
| 2024               | Queer                                           | Alice Cochan           |                              |
| (Fuente: IMDb.com) |                                                 |                        |                              |

### Televisión
| Año                | Película                       | Personaje                 | Notas                             |
| ------------------ | ------------------------------ | ------------------------- | --------------------------------- |
| 1974               | Village Hall                   | Merle                     | Episodio: "Dancing in the Dark"   |
| 1974               | Softly, Softly: Task Force     | Janet                     | Episodio: "Pop Goes the Weasel"   |
| 1974–1976          | Emmerdale Farm                 | Rosemary Kendall          | 48 episodios                      |
| 1975               | Barlow at Large                | Christine West            | Episodio: "Protection"            |
| 1976               | The Emigrants                  | Janice Parker             | 3 episodios                       |
| 1977               | A Bunch of Fives               | Helen Wyatt               | 14 episodios                      |
| 1977               | Leap in the Dark               | Julie                     | Episodio: "The Fetch"             |
| 1977               | King Cinder                    | Nikki                     | 6 episodios                       |
| 1978               | Wings                          | Francoise                 | Episodio: "Dawn Attack"           |
| 1980               | The Gentle Touch               | Shirley Davis             | 2 episodios                       |
| 1980               | Grown-Ups                      | Mandy                     | Película para televisión          |
| 1982               | Objects of Affection           | Liz                       | Episodio: "Our Winnie"            |
| 1982               | Coronation Street              | Jill Mason                | 2 episodios                       |
| 1984               | Play for Today                 | Vivienne                  | Episodio: "Dog Ends"              |
| 1985               | Bulman                         | Karen Tait                | Episodio: "The Name of the Game"  |
| 1989               | The Firm                       | Sue Bissel                | Película para televisión          |
| 1991               | Performance                    | Marlene                   | Episodio: "Top Girls"             |
| 1992               | Soldier Soldier                | Rachel Elliot             | 5 episodios                       |
| 1993               | The Mushroom Picker            | Margot                    | 3 episodios                       |
| 1993               | A Statement of Affairs         | Carol                     | Episodio #1.1                     |
| 1993               | Goggle-Eyes                    | Rosalind Killin           | 4 episodios                       |
| 1993               | Crime Story                    | Gail                      | Episodio: "When the Lies Run Out" |
| 1994               | Ain't Misbehavin'              | Melissa Quigley           | 6 episodios                       |
| 1994               | Little Napoleons               | Judith Silver             | 4 episodios                       |
| 1994               | A Skirt Through History        | Bessie Parkes             | Episodio: "A Lady's Portion"      |
| 1995               | Tears Before Bedtime           | Beattie Freman            | 4 episodios                       |
| 1996               | The Bite                       | Ellie Shannon             | 2 episodios                       |
| 1996               | Kavanagh QC                    | Lucy Cartwright           | Episodio: "The Commitment"        |
| 1997               | Holding On                     | Hilary                    | 7 episodios                       |
| 1997               | Painted Lady                   | Susie Peel                | Película para televisión          |
| 1998–1999          | Real Women                     | Karen                     | 7 episodios                       |
| 1998               | Silent Witness                 | Suzy Franklin             | Episodio: "Fallen Idol"           |
| 1999               | Real Women II                  | Karen Turner              | 4 episodios                       |
| 2000               | Other People's Children        | Nadine                    | 2 episodios                       |
| 2000               | Black Cab                      | Yvonne                    | Episodio: "Lost & Found"          |
| 2000               | David Copperfield              | Mrs. Micawber             | Película para televisión          |
| 2001               | The Cazalets                   | Villy Cazalet             | 6 episodios                       |
| 2002               | Bodily Harm                    | Mandy Greenfield          | 2 episodios                       |
| 2002               | Plain Jane                     | Dora Bruce                | Película para televisión          |
| 2003               | Promoted to Glory              | Capt. Annie Sullivan      | Película para televisión          |
| 2004               | Rose and Maloney               | Profesora Diane Marquis   | 2 episodios                       |
| 2004               | North & South                  | Maria Hale                | 4 episodioa                       |
| 2005               | Agatha Christie's Poirot       | Mrs. Lorrimer             | Episodio: "Cards on the Table"    |
| 2006               | Perfect Parents                | Hermana Antonia           | Película para televisión          |
| 2007               | Cranford                       | Mrs. Rose                 | 5 episodios                       |
| 2009–2011          | Law & Order: UK                | Phyllis Gladstone         | 3 episodios                       |
| 2009               | The Queen                      | Margaret Thatcher         | Episodio: "The Rivals"            |
| 2011               | Midsomer Murders               | Phoebe Archbold           | Episodio: "Fit for Murder"        |
| 2013               | An Adventure in Space and Time | Heather Hartnell          | Película para televisión          |
| 2013               | Mayday                         | Gail Spicer               | 5 episodios                       |
| 2014               | Fleming                        | Evelyn St. Croix Fleming  | 4 episodios                       |
| 2015               | The Go-Between                 | Mrs. Maudsley             | Película para televisión          |
| 2015               | River                          | DCI Chrissie Read         | 6 episodios                       |
| 2016–2019          | Mum                            | Cathy                     | 18 episodios                      |
| 2017               | A Very British Brothel         | Narrador                  | Documental                        |
| 2017–2019          | Harlots                        | Lydia Quigley             | 24 episodios                      |
| 2019–2023          | World on Fire                  | Robina Chase              | 13 episodios                      |
| 2020               | Save Me Too                    | Jennifer Charles          | 4 episodios                       |
| 2020               | Love Life                      | Narrador                  | 10 episodios                      |
| 2020               | Talking Heads                  | Susan                     | Episodio: "Bed Among the Lentils" |
| 2021               | I Am...                        | Maria                     | Episodio: "I Am Maria"            |
| 2022               | Magpie Murders                 | Susan Ryeland             | 6 episodios                       |
| 2022               | Sherwood                       | Julie Jackson             | 5 episodios                       |
| 2022               | Dangerous Liaisons             | Geneviéve de Merteuil     | 2 episodios                       |
| 2022-2023          | The Crown                      | Margarita del Reino Unido | 5 episodios                       |
| 2023               | Citadel                        | Dahlia Archer             | 6 episodios                       |
| 2024               | Disclaimer                     | Nancy Brigstocke          | Miniserie                         |
| 2024               | Moonflower Murders             | Susan Ryeland             | 6 episodios                       |
| 2024               | Grotesquerie                   | Enfermera Redd            | 7 episodios                       |
| (Fuente: IMDb.com) |                                |                           |                                   |

## Premios y distinciones
Óscar
| Año  | Categoría               | Película       | Resultado |
| ---- | ----------------------- | -------------- | --------- |
| 2018 | Mejor actriz de reparto | Phantom Thread | Nominada  |

| Año  | Premio                                                  | Categoría                           | Trabajo                 | Resultado | Ref(s) |
| ---- | ------------------------------------------------------- | ----------------------------------- | ----------------------- | --------- | ------ |
| 2001 | Royal Television Society                                | Mejor actriz femenina               | Other People's Children | Nominada  |        |
| 2001 | Premio del Círculo de críticos de Londres               | Actriz británica de reparto del año | Topsy-Turvy             | Nominada  |        |
| 2002 | Premio del Círculo de críticos de Londres               | Actriz británica del año            | All or Nothing          | Ganadora  | [ 2 ]  |
| 2002 | Premios Evening Standard British Film                   | Mejor actriz                        | All or Nothing          | Ganadora  |        |
| 2003 | Royal Television Society                                | Mejor actriz femenina               | Bodily Harm             | Nominada  |        |
| 2010 | Premio del Círculo de críticos de Londres               | Actriz británica del año            | Another Year            | Ganadora  | [ 3 ]  |
| 2010 | Alianza de Mujeres Periodistas de Cine                  | Mejor actriz                        | Another Year            | Nominada  | [ 39 ] |
| 2010 | Asociación de Críticos de Cine de Denver                | Mejor actriz                        | Another Year            | Nominada  | [ 40 ] |
| 2010 | Premios de la Asociación de Críticos de Cine de Chicago | Mejor actriz                        | Another Year            | Nominada  | [ 41 ] |
| 2010 | Premios del Cine Europeo                                | Mejor actriz europea                | Another Year            | Nominada  | [ 42 ] |
| 2010 | Premio BAFTA                                            | Mejor actriz de reparto             | Another Year            | Nominada  | [ 4 ]  |
| 2010 | British Independent Film Awards                         | Mejor actriz de reparto             | Another Year            | Nominada  | [ 43 ] |
| 2010 | National Board of Review                                | Mejor actriz                        | Another Year            | Ganadora  | [ 44 ] |
| 2012 | Premios Chlotrudis                                      | Mejor actriz de reparto             | Another Year            | Ganadora  | [ 45 ] |
| 2012 | Premio Laurence Olivier                                 | Mejor actriz                        | Grief                   | Nominada  | [ 46 ] |
| 2014 | Premio Laurence Olivier                                 | Mejor actriz                        | Ghosts                  | Ganadora  | [ 1 ]  |
| 2023 | Premios del Sindicato de Actores                        | Mejor reparto de televisión - Drama | The Crown               | Nominada  | [ 47 ] |
| 2024 | Premios del Sindicato de Actores                        | Mejor reparto de televisión - Drama | The Crown               | Nominada  | [ 47 ] |
| 2024 | Premios BAFTA                                           | Mejor actriz de reparto             | The Crown               | Nominada  | [ 48 ] |